# 唐汭序
唐汭序（韓語：당예서，1981年4月27日—），生于吉林省长春市，原名唐娜，韩国籍乒乓球运动员，在2008年北京奥运会上获得女子团体铜牌。大韓航空所属。
2006年6月結婚，2007年10月加入韓国国籍。

## 重要经历
- 1995年－1997年　中国乒乓球青年队
- 1997年－1999年　中国乒乓球国家队
- 2008年－韓国乒乓球国家队